# Нижня Вільхова
Ни́жня Вільхова́ — село в Україні, у Станично-Луганській селищній громаді Щастинського району Луганської області. Населення становить 825 осіб.
Розташована за 14 км від районного центру та за 14 км від залізничної станції Вільхова. Дворів-319, населення 825 осіб. Сільській раді підпорядковані села: Верхня Вільхова, Малинове, Нижня Лощина, Гребля, Пшеничне.
Площа населеного пункту – 336,4 га.
День села – 14 жовтня.
На території села функціонує амбулаторія, два ФАПи та аптека. Працює дві школи, три будинки культури, дві бібліотеки та музей. На честь загиблих у роки Великої Вітчизняної війни односельців встановлено меморіал.

## Географія
У селі бере початок річка Бродок.

## Історія
Село засноване у XVIII ст., його територія заселена козаками, втікачами російськими селянами (за іншими даними-село засноване на початку XIX козаками Станично-Луганського юрту) У XIX у селі налічувалося 119 дворів, чоловік. 377 дружин. Поблизу села виявлено середньовіччя, ґрунтовий могильник салтово-маяцької культури. Назва села: гідронімного походження, утворено дублюванням без змін найменування річки Нижня Вільхова. Назва від флоронімічна, утворена від найменування дерева вільха. Перша частина назви, слово «Нижньо-», використовується на відміну від с. Верхня Вільхова. Радянська влада встановлена у січні 1918 року.
На території сільради було розташовано два колгоспи. Центральна садиба господарства «Ольхівський», за яким закріплено 7745 га орної землі, знаходиться у Нижній Вільхової. Колгосп спеціалізується на виробництві молока, вирощуються також зернові культури, 15 колгоспників нагороджені орденами та медалями за успіхи у праці. Орден Леніна вручено керівнику комплексної бригади Г.А. Гнутову та механізатору В.Ф. Болтінову. Центральна садиба колгоспу «Батьківщина» розташована у селі Плотине. За господарством закріплено 4668 га. сільськогосподарських угідь, зокрема. 3557 га. орної землі. Спеціалізується на виробництві молока та м'яса. Вирощуються зернові культури, 23 колгоспники нагороджені орденами та медалями. У Нижній Вільхові діє районне об'єднання «Сільгосптехніки». ясла, будинок побуту, чотири магазини, їдальня.На обліку у трьох партійних організаціях – 125 комуністів, у чотирьох комсомольських – 200 членів ВЛКСМ. Партійний і комсомольський осередки створені в 1920 році.
У 1932–1933 роках Нижньовільхівська сільська рада постраждала від Голодомору. За свідченнями очевидців кількість померлих склала щонайменше 29 осіб, імена яких встановлено.
Під час Другої світової війни захищали Батьківщину 355 жителів села, 277 з них загинули смертю хоробрих на полі лайки, 138 осіб нагороджені орденами та медалями. У період тимчасової окупації Верхньої Вільхової німецько-фашистськими загарбниками діяла підпільна комсомольська група із п'яти осіб. Усі патріоти розстріляні фашистами.,3
Наприкінці 1960-х років у селі діяла центральна садиба колгоспу «Ольховський».
3 липня 2014-го загинув під час обстрілу терористами зі стрілецької зброї та мінометів поблизу села Нижня Вільхова солдат 128-ї бригади Олексій Калинюк. 31 липня 2014 року відбувається обстріл з РСЗВ «Град» із території Росії українських військових позицій, смертельно поранений лейтенант Олександр Ткаченко.

## Населення
За даними перепису 2001 року населення села становило 825 осіб, з них 4,12 % зазначили рідною мову українську, 95,15 % — російську, а 0,73 % — іншу.
Дані за 2012 рік: Населення-794 особи. Кількість дворів – 353.